# Chiesa francescana dell'Annunciazione
La chiesa francescana dell'Annunciazione (in sloveno cerkev Marijinega oznanjenja o semplicemente Frančiškanska cerkev) è una chiesa francescana di Lubiana, che si trova in piazza Prešeren, il colore rosso sta ad indicare l'ordine francescano moderno. Dal 2008 la chiesa è protetta come monumento culturale di importanza nazionale della Slovenia .

## Storia
Costruita tra il 1646 e il 1660 (le campane furono aggiunte successivamente), in stile barocco è composta di una navata centrale e due file di cappelle laterali. L'altare maggiore sempre in stile barocco è stato realizzato dallo scultore Francesco Robba. Molti degli affreschi originali della chiesa sono stati danneggiati da crepe nel soffitto a causa del terremoto che ha coinvolto la città nel 1895. I nuovi affreschi sono stati dipinti nel 1936 dal pittore impressionista sloveno Matej Sternen.
La facciata della chiesa è stata eretta sempre in stile barocco negli anni 1703-1706 e ridisegnato nel XIX secolo. Si compone di due parti, una con capitelli ionici nella parte inferiore e pilastri con capitelli corinzi nella parte superiore. Nella parte superiore della facciata si trova la statua della Madonna di Loreto (Madonna con Bambino).
Realizzata in rame battuto da Matej Schreiner su progetto di Franz Goldenstein. I volti e le mani sono state realizzate da Franc Ksaver Zajec. La statua ha sostituito una precedente realizza per la Madonna Nera nel 1858. La facciata ha anche tre nicchie con sculture: una di Dio sopra il portale principale in pietra, un angelo e la Vergine Maria, opere dello scultore barocco Paolo Callalo. La porta di legno risale al XIX secolo.
Sempre accanto alla chiesa, in piazza Prešeren tra via Nazor e via Miklošič, c'è un monastero francescano che risale al XII secolo. Il monastero si caratterizza per la sua biblioteca, che contiene più di 70.000 libri, tra cui molti manoscritti medievali. Fondato nel 1233, il monastero fu inizialmente situato a piazza Vodnik, traslando nell'attuale posizione durante il periodo del Giuseppinismo del tardo XVIII secolo.

## Galleria d'immagini

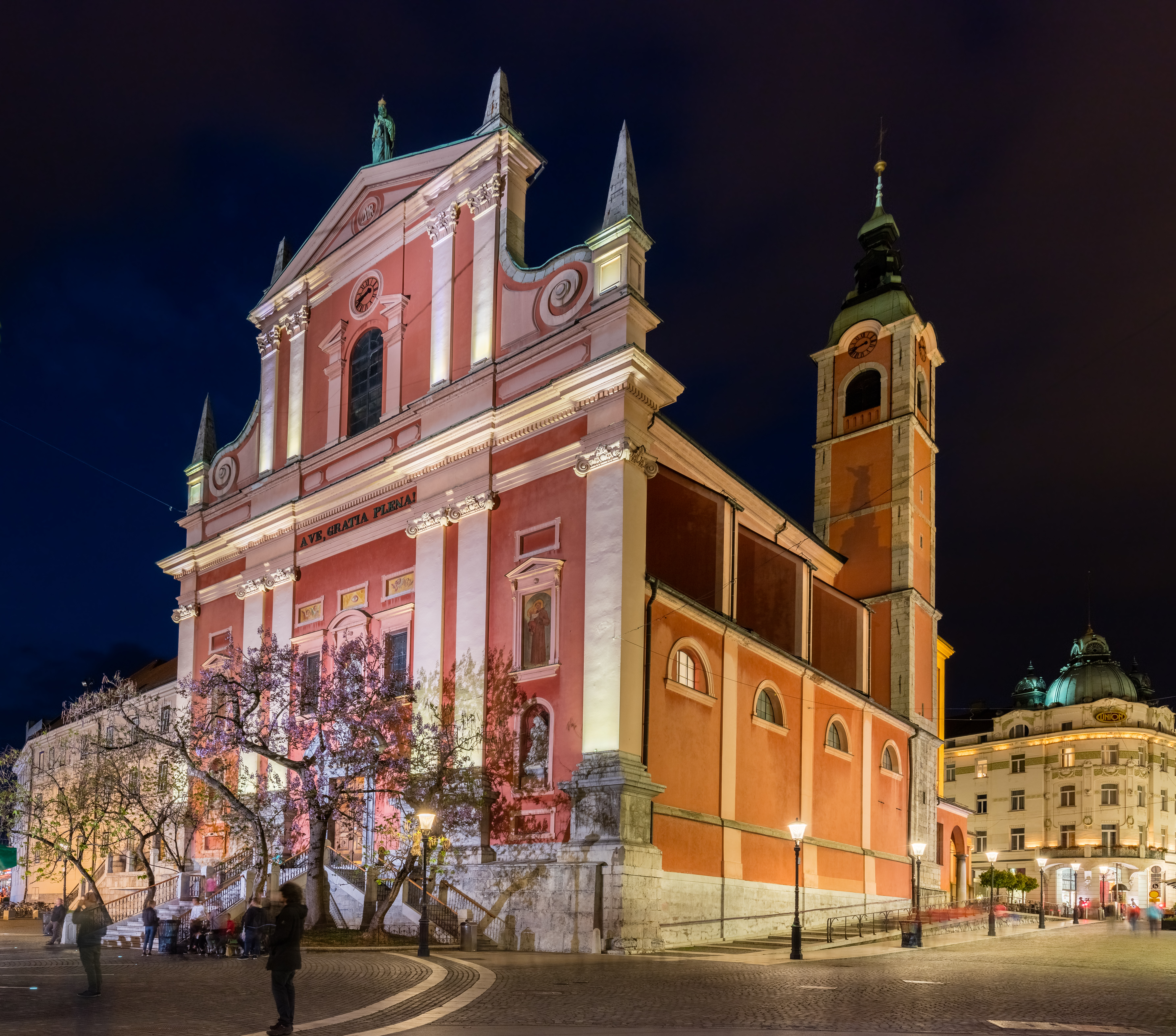
Vista notturna
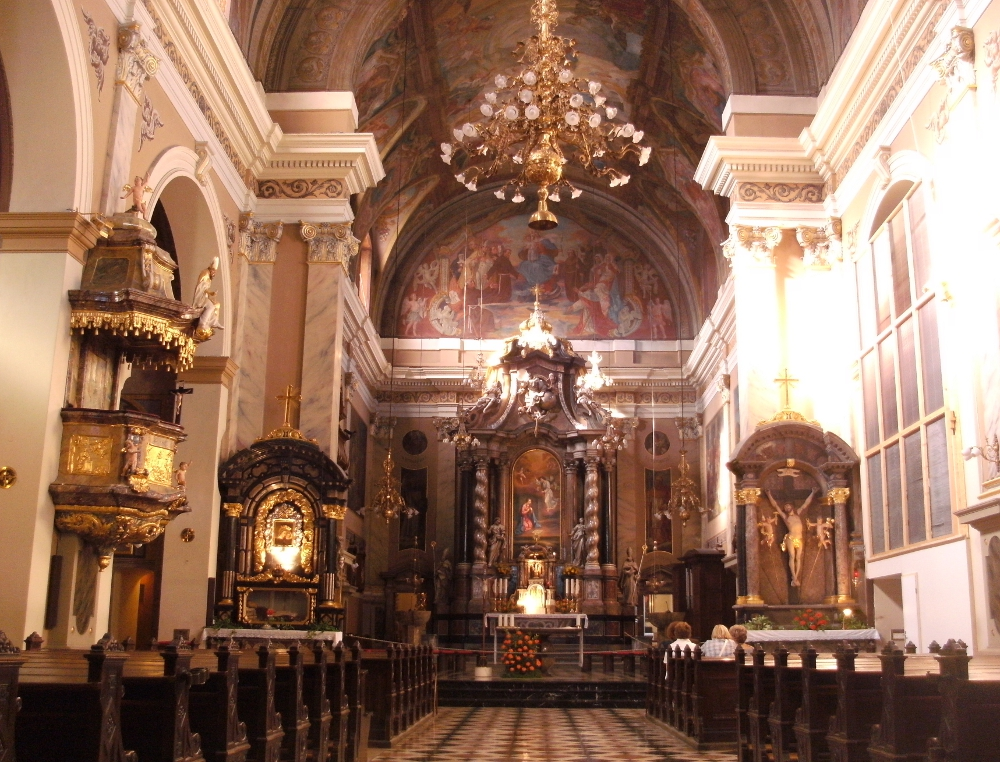
Interno della chiesa
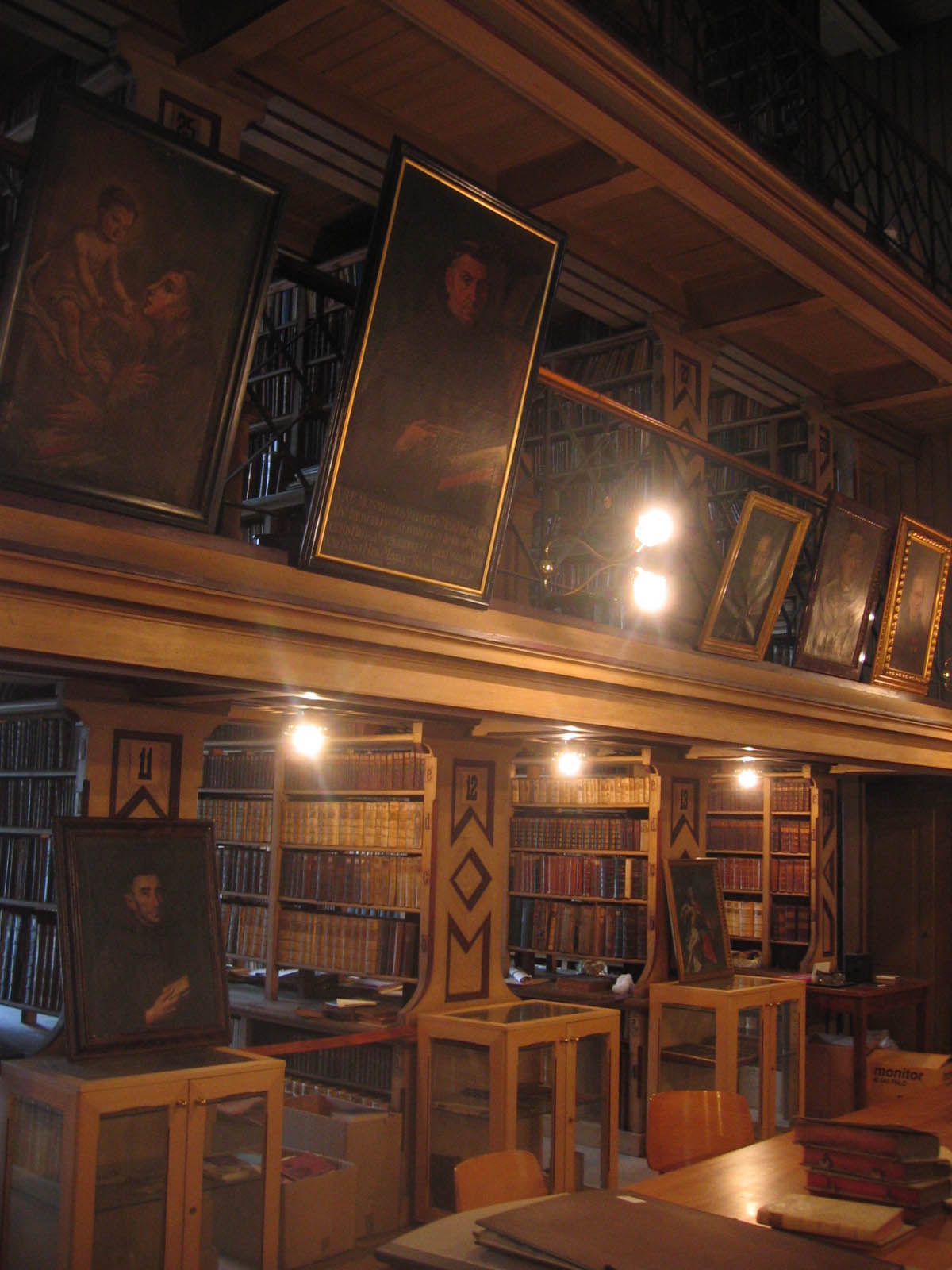
Il monastero francescano